# Gomismta
Gomismta (Georgisch: გომისმთა) of ook wel Gomis Mta (wat Gomiberg betekent) is een klimatologisch hoogland-kuuroord in het zuidwesten van Georgië, gelegen in de gemeente Ozoergeti (regio Goeria). De nederzetting ligt in het hoogste gedeelte van het Meschetigebergte, op een hoogte van ongeveer 2.000 meter boven zeeniveau. Sinds 2020 is Gomismta erkend als 'nederzetting met stedelijk karakter' (daba), vanwege het toeristische belang.

## Geografie

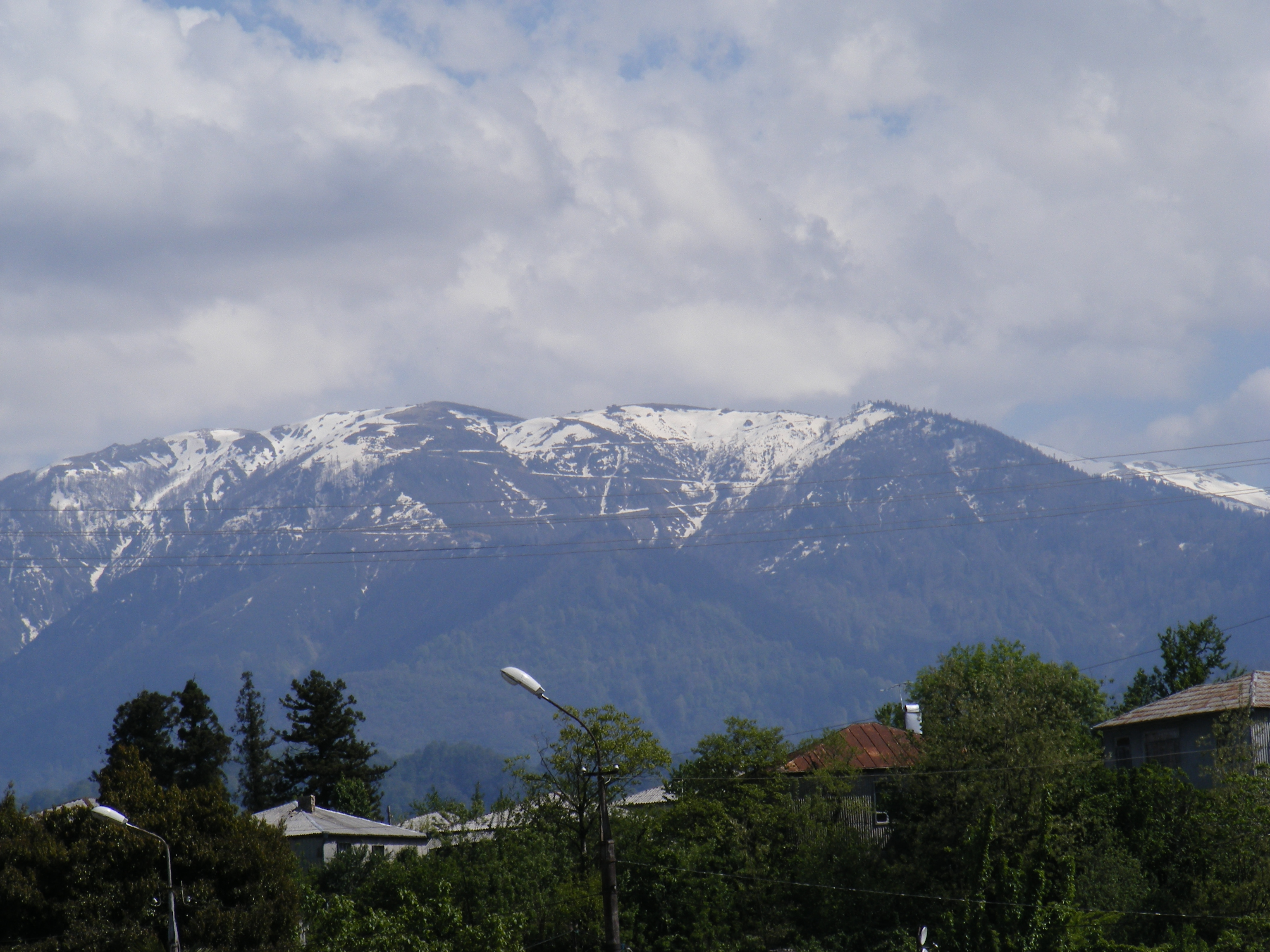
Gomismta vanaf Ozoergeti

Gomismta ligt in het hoogste deel van het Meschetigebergte, aan de grens van de regio Goeria met de autonome republiek Adzjarië. De nederzetting is gesitueerd op een noordelijke uitloper van de 2683 meter hoge berg Taginaoeri, ruim 500 meter boven de rechteroever van de Bzjoezji-rivier. Ongeveer tien kilometer ten oosten ligt een van de hoogste toppen van het gebergte, de Sakornia van 2.755 meter boven zeeniveau.
De bergweiden werden door lokale boeren gebruikt voor hun vee. Er waren in de nabije omgeving drie "grasbergen" zoals ze bekendstonden, de Taginaoeri, Chino (2.598 m) en Zoti (2.676 m). Het gebied kent naaldbossen van sparren en zilverspar en onder de Taginaoeri ligt op 2440 meter boven zeeniveau het Tsjintsjao-Chaokratermeer dat via een 11 kilometer lange wandelroute vanaf Gomismta bereikbaar is.

### Klimaat
Gomismta kent koele zomers en koude winters. De gemiddelde temperatuur in januari is -5 graden celsius en in augustus 13 graden. De jaarlijkse hoeveelheid neerslag is 1600-1700 mm bij een gemiddelde relatieve luchtvochtigheid van 75%. Dezon schijnt ruim 2000 uur per jaar.
De klimatologische omstandigheden zijn gekend om hun therapeutische werking tegen verschillende aandoeningen: niet-tuberculeuze aandoeningen van de ademhalingsorganen, chronische bronchitis, droge bronchitis, milde vormen van bronchiale astma en andere luchtweg gerelateerde aandoeningen. Daarnaast is het klimaat gunstig voor mensen met ontsteking van de lymfeklieren in de buikholte en bloedarmoede.

## Geschiedenis

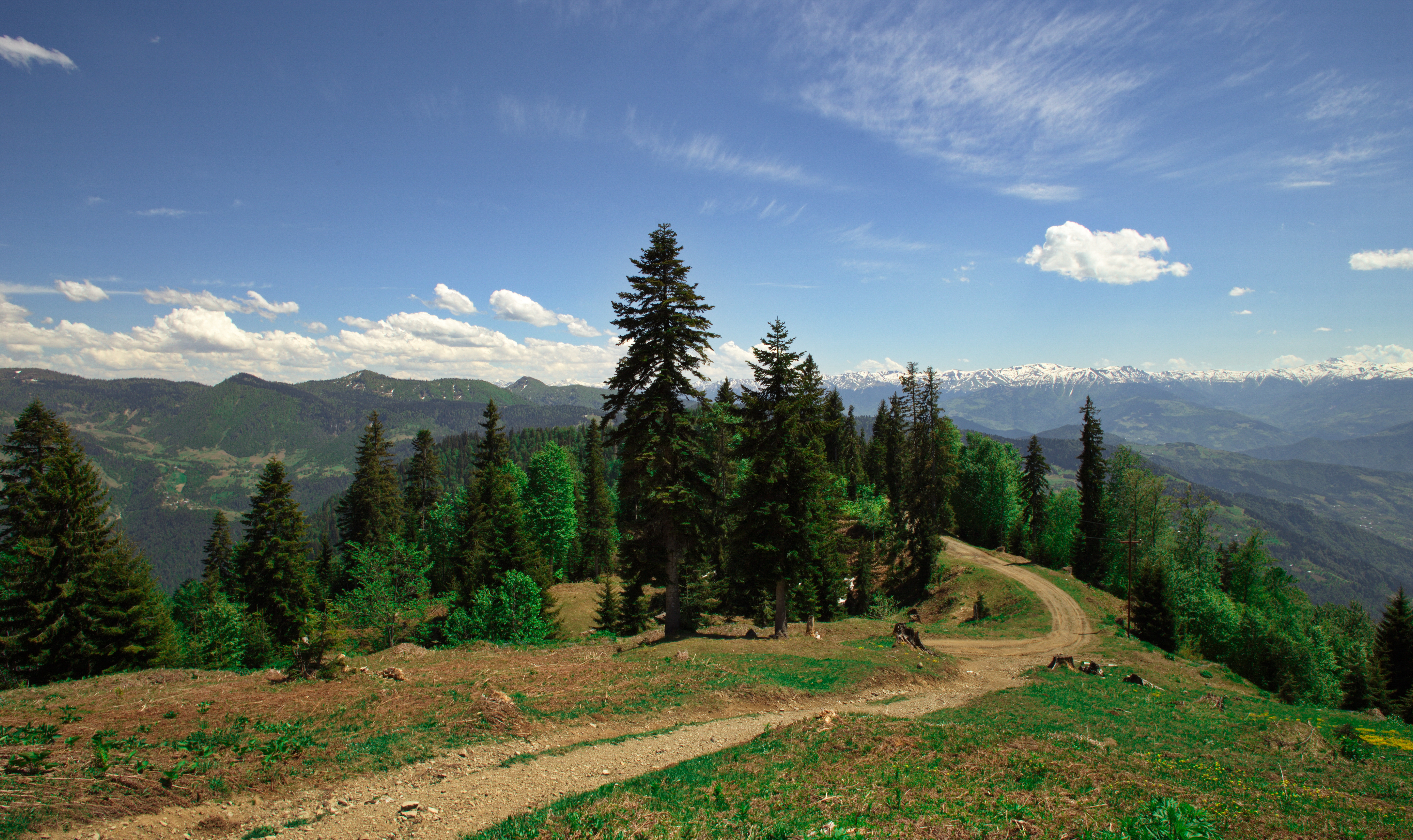
Gomismta - Sjoeachevi pad door Meschetigebergte

Na de Russisch-Turkse oorlog van 1828-1829 en door de annexatie van Goeria in het Russisch Rijk als gevolg van deze oorlog, lag de grens tussen Turkije en Rusland tot 1878 langs Gomismta op de waterscheiding van het Meschetigebergte, de hedendaagse grens van Goeria en Adzjarië. Volgens een lokale krant in 1902 waren er ongeveer 20 kleine huizen en een kleine winkel in Gomismta, dat toen Nafatschvari werd genoemd.
Een legende over Gomismta over een herder die voor het eerst de berg beklom met een dochter die leed aan ongeneeslijke hooikoorts, waarna zij toch snel genezen raakte, illustreert het gezondheidsimago van de plek. De gezonde klimatologische eigenschappen van het gebied werden begin 20e eeuw beschreven. In 1931 reisde een van de leiders van de Georgische sovjetrepubliek, Filip Macharadze, met een delegatie en specialistische doctoren naar Gomismta en het nabijgelegen Bachmaro voor verkennend werk ten behoeve van de ontwikkeling van kuuroorden, een speerpunt in de Georgische Sovjetrepubliek. 

### Kuuroord
Na de Grote Vaderlandse Oorlog werd de ontwikkeling in gang gezet, en werd de weg naar Gomismta in de jaren 1950 gebouwd. Tegen die tijd waren er al ongeveer 500 huisjes en bezochten 4500-5000 mensen per jaar het kuuroord. In 1970 was dit aantal verdubbeld. Het oord raakte in verval door het uiteenvallen van de Sovjet-Unie, maar door het aantrekkend toerisme naar Georgië sinds 2010 en het profileren van de berggebieden voor ecotoerisme de interesse toegenomen om de plaats weer te ontwikkelen.
In februari 2020 kreeg Gomismta de status daba (Nederzetting met stedelijk karakter), en in maart 2020 werden de administratieve grenzen van de nederzetting vastgelegd. In juli 2020 volgde de toekenning van de status 'hoogland nederzetting'. Dit maakte nationale fondsen vrij voor sociale ondersteuning en ontwikkeling van hooggelegen nederzettingen in het land.

## Demografie
In Gomismta zijn geen permanente bewoners geregistreerd. Doordat Gomismta niet als plaats geregistreerd stond had het geen geregistreerde vaste bewoners, alleen seizoenbewoners. Sinds de promotie tot nederzetting met stedelijk karakter (daba) in 2020 kunnen burgers zich inschrijven als inwoner van de plaats. 

## Vervoer
Gomismta is te bereiken via de nationale route Sh45 vanaf de regiohoofdstad en gemeentelijk centrum Ozoergeti, een rit van 32 kilometer door de vallei van de Bzjoezji-rivier en vervolgens een slingerende klim omhoog. Tussen 2020 en 2022 is de onverharde weg gerenoveerd en verhard.